# Bauhaus a jeho stavby ve Výmaru, Desavě a Bernau bei Berlin
Bauhaus a jeho stavby ve Výmaru, Desavě a Bernau bei Berlin je název německé památky světového kulturního dědictví UNESCO, která byla na seznam zapsána v roce 1996 a rozšířena v roce 2017. Jak i vyplývá z názvu, jedná se o skupinu budov ve městech Výmar (Durynsko), Dessau (Sasko-Anhaltsko) a Bernau bei Berlin (Braniborsko) spojených s výtvarnou školou Bauhaus. V letech 1919 až 1933 Bauhaus jako škola designu způsobil revoluci v uměleckém a architektonickém myšlení a práci po celém světě. Díla profesorů školy a dalších osobností s ní spojených (Henry van de Velde, Walter Gropius, Hannes Meyer, László Moholy-Nagy, Vasilij Kandinskij, Georg Muche) dala vzniknout tzv. Novou věcnosti, která rozhodujícím způsobem formovala architekturu a umění 20. let 20. století.
Soubor staveb, které byly v roce 1996 zapsány na Seznam světového dědictví, původně zahrnoval budovy ve Výmaru (bývalá umělecká škola, škola užitného umění a dům Am Horn) a Dessau (budova Bauhaus, skupina sedmi mistrovských domů). Rozšíření z roku 2017 zahrnuje pět pavlačových domů v Dessau a oborovou školu ADGB v Bernau jako důležité příspěvky k myšlenkám Bauhausu o strohém designu, funkcionalismu a sociální reformě.

## Přehled budov
| Kód dle UNESCO | Název                                       | Město             | Adresa                                         | Lokalizace                       |
| -------------- | ------------------------------------------- | ----------------- | ---------------------------------------------- | -------------------------------- |
| 729-001        | budova bývalé Vysoké školy výtvarných umění | Výmar             | Geschwister-Scholl-Straße 8                    | 50°58′29″ s. š., 11°19′45″ v. d. |
| 729-002        | budova bývalé Uměleckoprůmyslové školy      | Výmar             | Geschwister-Scholl-Straße 7                    | 50°58′29″ s. š., 11°19′41″ v. d. |
| 729-003        | vzorový dům Haus am Horn                    | Výmar             | Am Horn 61                                     | 50°58′26″ s. š., 11°20′22″ v. d. |
| 729-004        | budova Bauhaus                              | Desava            | Gropiusallee 38                                | 51°50′22″ s. š., 12°13′39″ v. d. |
| 729-005        | mistrovské domy                             | Desava            | dvojdomek Kandinskij/Klee, Ebertallee 71       | 51°50′35″ s. š., 12°13′13″ v. d. |
| 729-005        | mistrovské domy                             | Desava            | dvojdomek Muche/Schlemmer, Ebertallee 67       | 51°50′35″ s. š., 12°13′16″ v. d. |
| 729-005        | mistrovské domy                             | Desava            | dvojdomek Moholy-Nagy/Feininger, Ebertallee 63 | 51°50′35″ s. š., 12°13′19″ v. d. |
| 729-005        | mistrovské domy                             | Desava            | ředitelský dům Gropius, Ebertallee 59          | 51°50′35″ s. š., 12°13′21″ v. d. |
| 729bis-006     | pavlačový dům                               | Desava            | Peterholzstraße 40                             | 51°48′11″ s. š., 12°14′36″ v. d. |
| 729bis-007     | pavlačový dům                               | Desava            | Peterholzstraße 48                             | 51°48′11″ s. š., 12°14′43″ v. d. |
| 729bis-008     | pavlačový dům                               | Desava            | Peterholzstraße 56                             | 51°48′11″ s. š., 12°14′49″ v. d. |
| 729bis-009     | pavlačový dům                               | Desava            | Mittelbreite 6                                 | 51°48′4″ s. š., 12°14′33″ v. d.  |
| 729bis-010     | pavlačový dům                               | Desava            | Mittelbreite 14                                | 51°48′3″ s. š., 12°14′39″ v. d.  |
| 729bis-011     | kampus obchodní školy ADGB                  | Bernau bei Berlin | Hannes-Meyer-Campus                            | 52°42′23″ s. š., 13°32′40″ v. d. |

## Fotogalerie

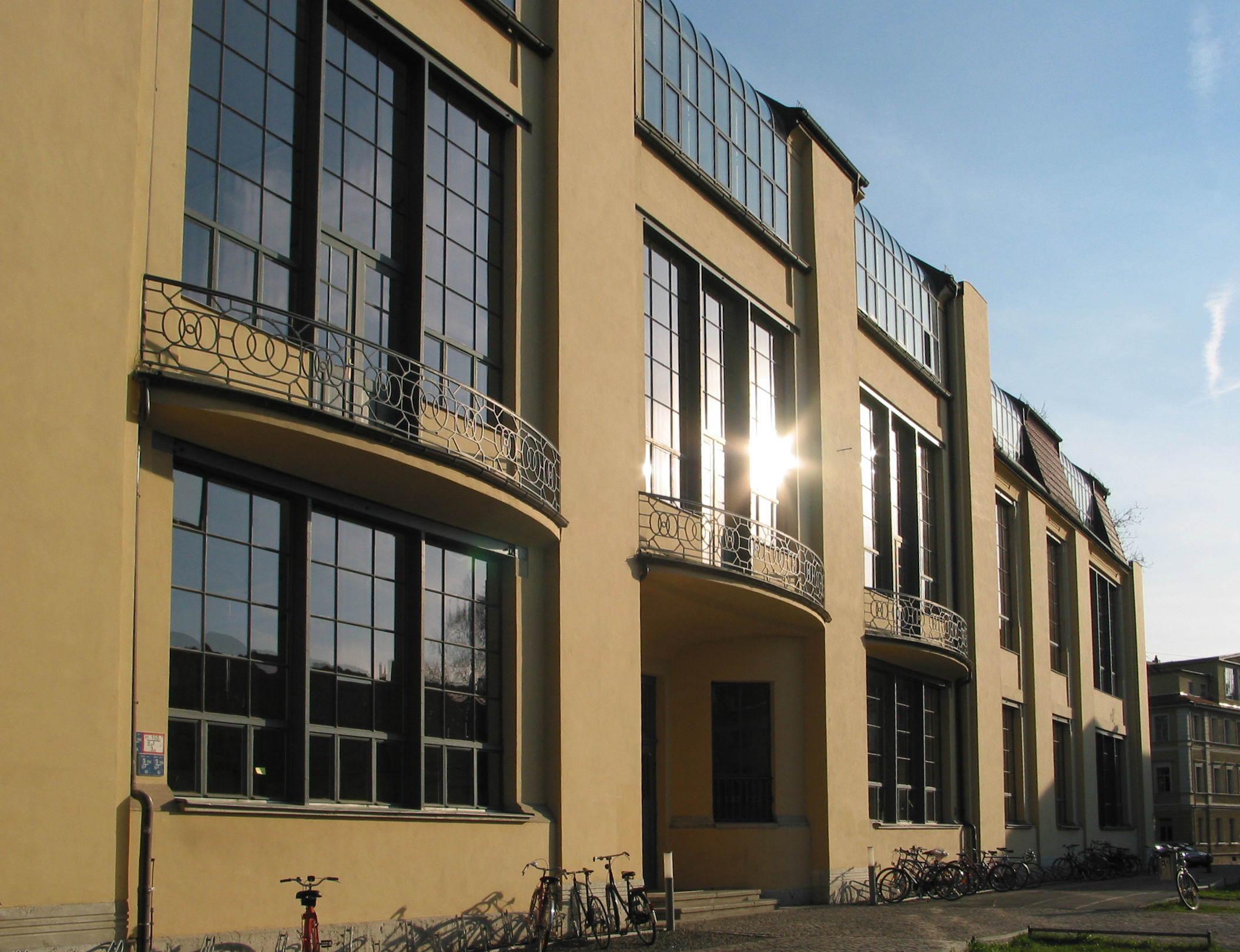
Výmar
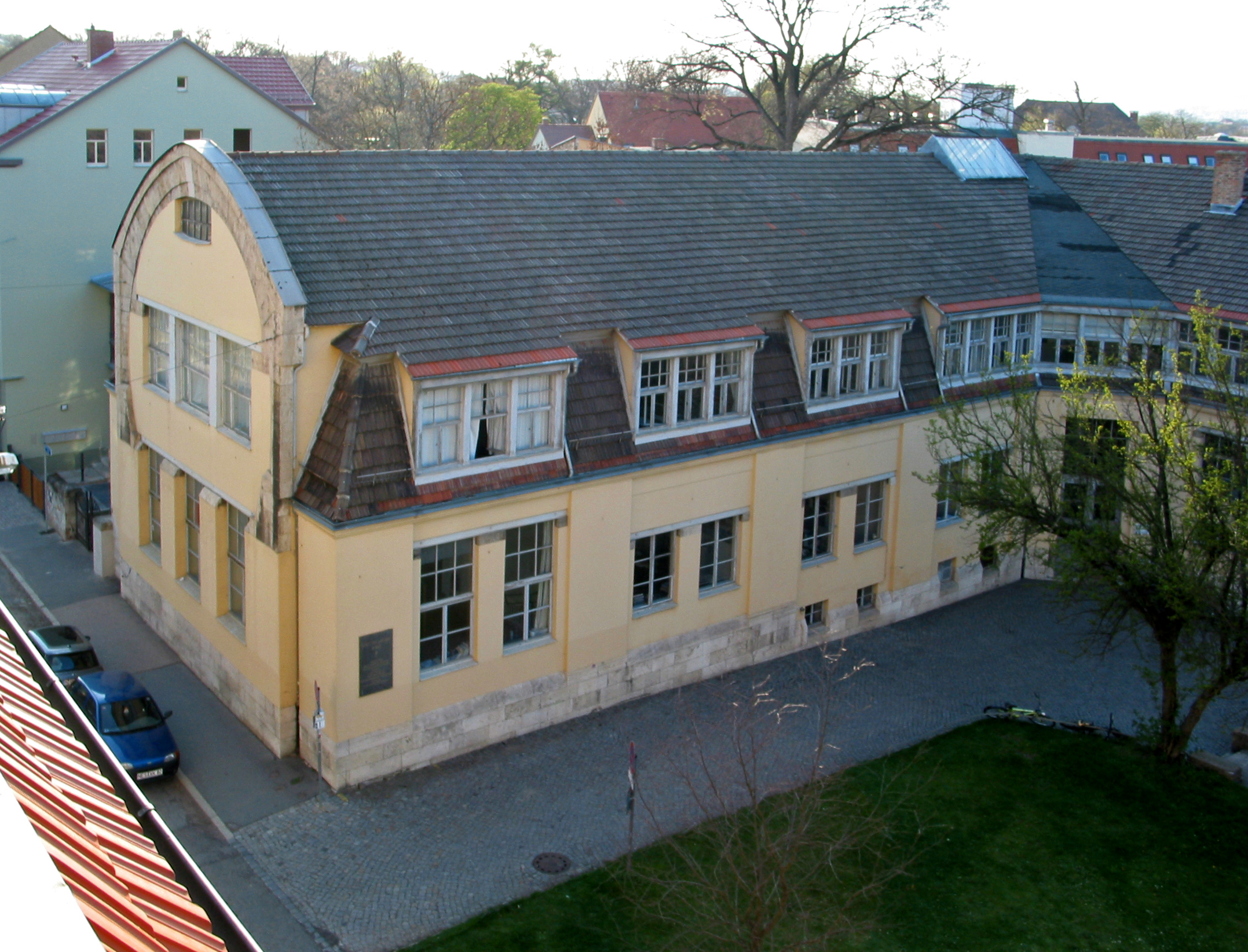
budova bývalé Uměleckoprůmyslové školy, Výmar
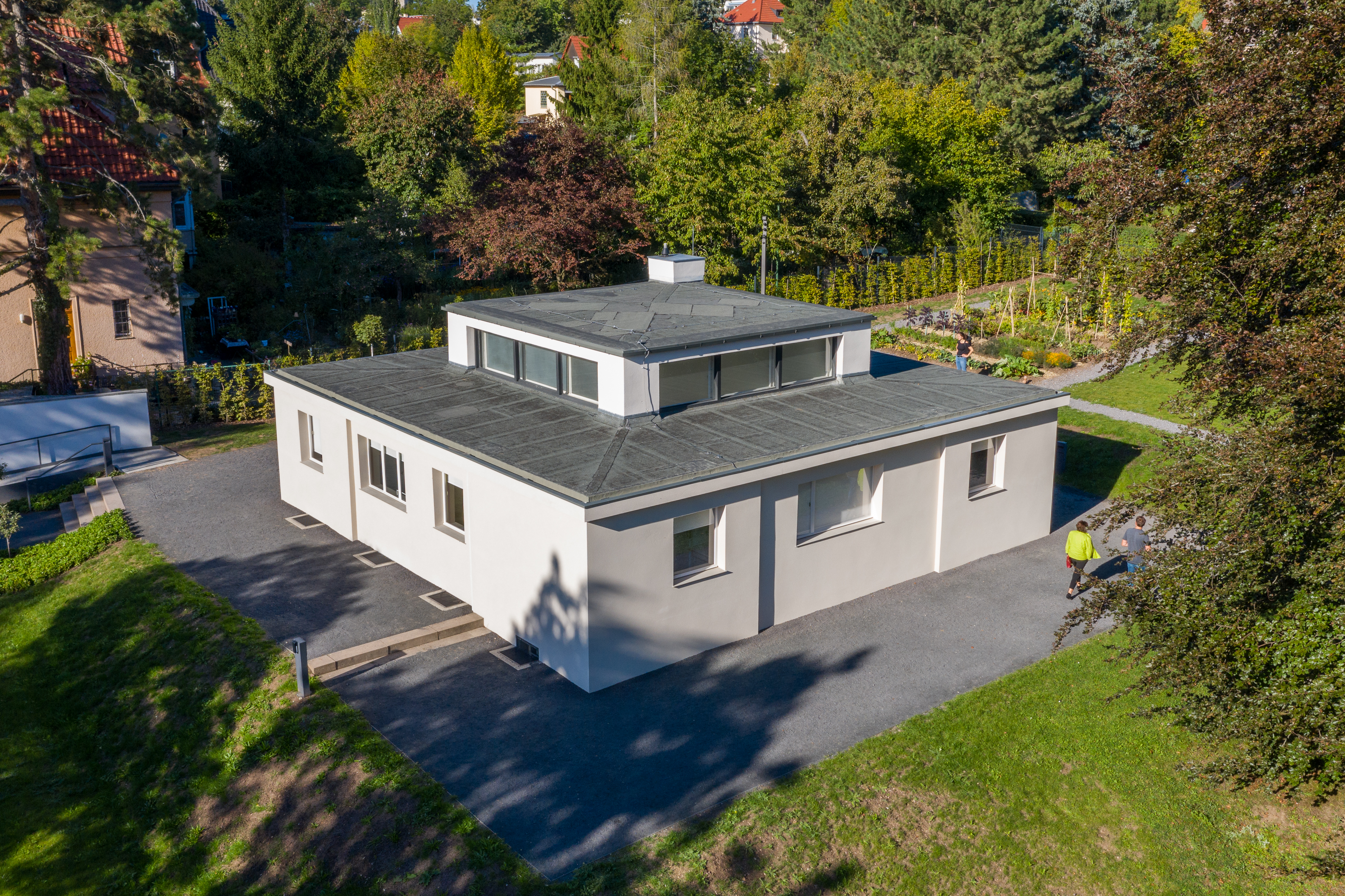
vzorový dům Haus am Horn, Výmar
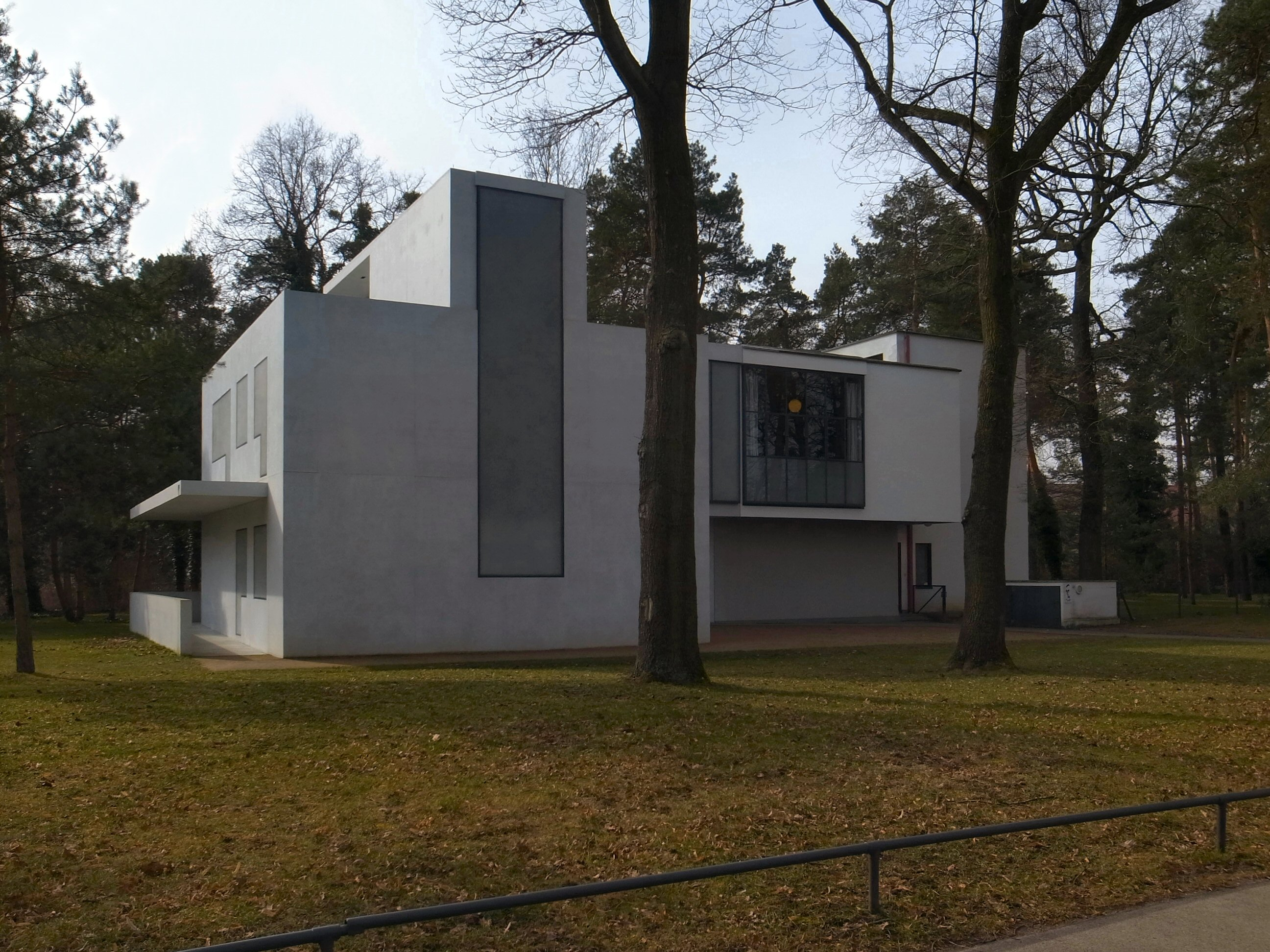
mistovský dvojdomek Moholy-Nagy/Feininger, Desava
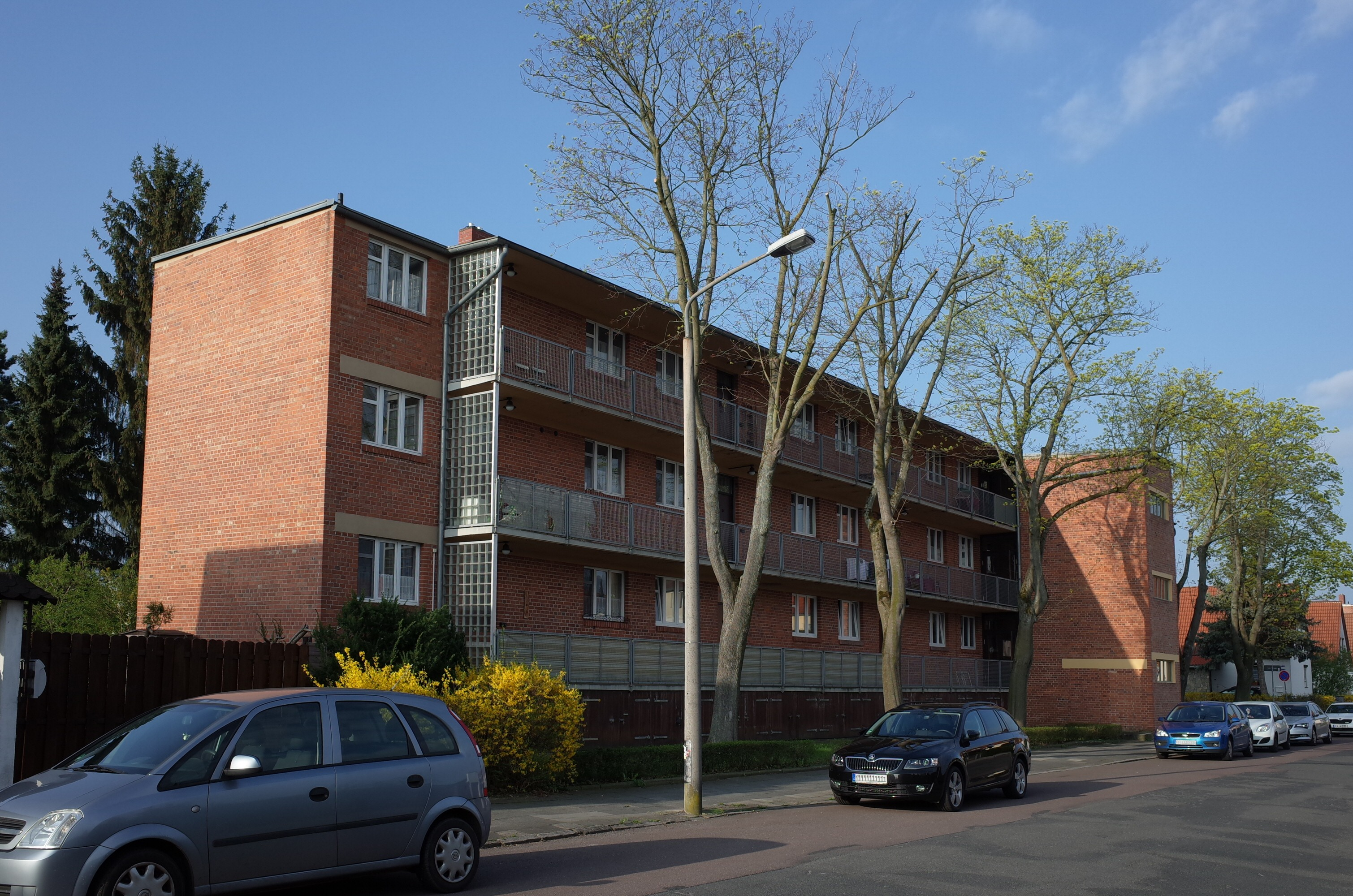
pavlačový dům Peterholzstraße 56, Desava
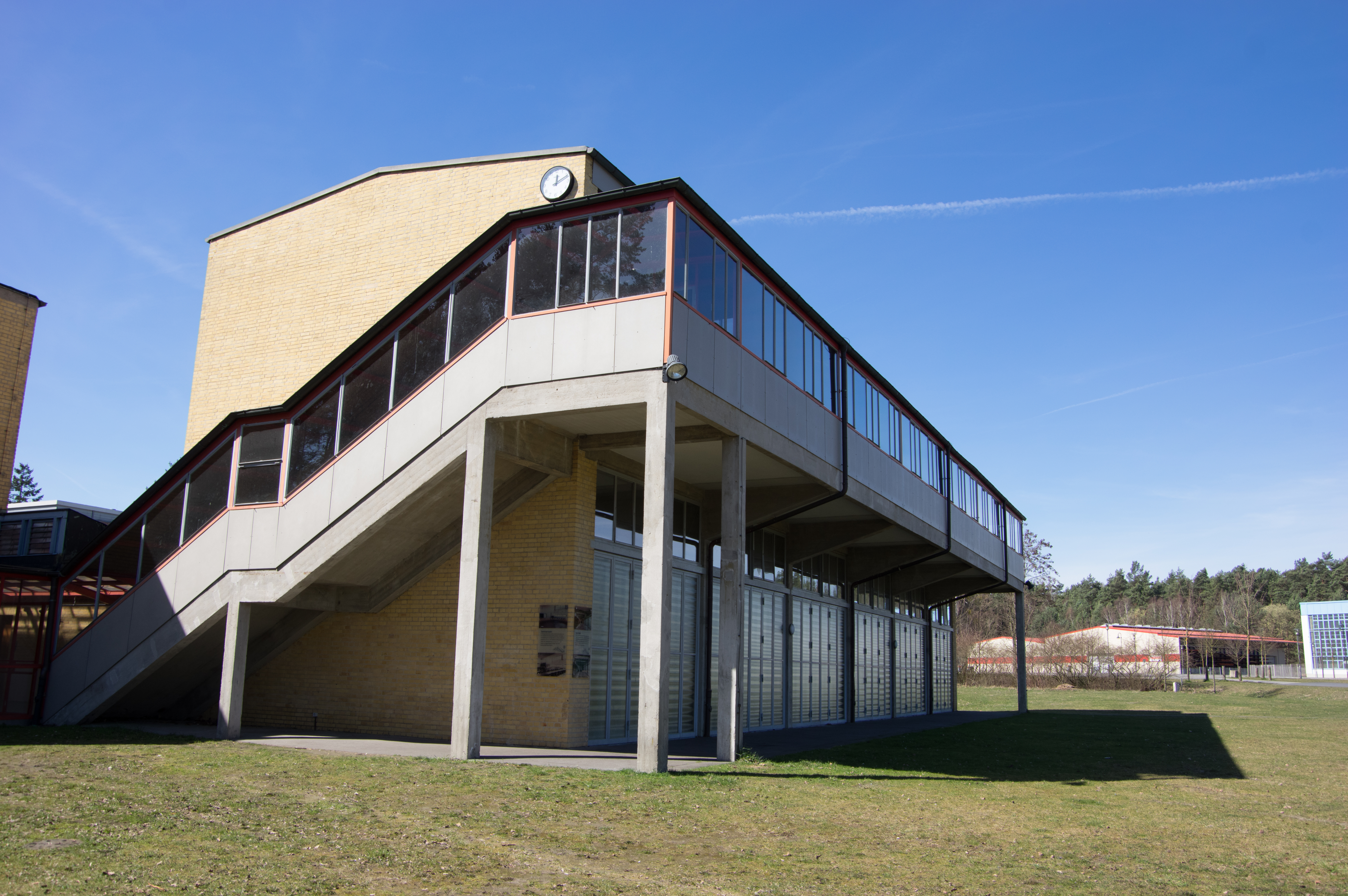
kampus obchodní školy ADGB, Bernau